# Tobi Bakre
Tobi Bakre  (* 1. června 1994, Lagos) je nigerijský herec, model, moderátor, souputník a fotograf. Proslavil se poté, co skončil jako finalista v televizní reality show Big Brother Naija (3. sezóna) v roce 2018.

## Životopis
Tobi se narodil do rodiny čtyř dětí, mezi které patří jeho starší bratr Femi Bakre, generální ředitel Kraks TV a dvě sestry. Bakalářský titul získal na University of Lagos, kde promoval s vyznamenáním druhé třídy v oboru bankovnictví a financí.

## Kariéra
Tobi býval investičním bankéřem, čtyři roky pracoval v kanceláři hlavního účetního Federace a v bankovnictví. Účastnil se televizní reality show Big Brother Naija (sezóna 3). Je velvyslancem značek Unilever, Amstel Malta a Jumia v Nigérii i mimo ni.

## Filmografie

### Film
| Rok  | Titul                | Role         | Poznámky                                                |
| ---- | -------------------- | ------------ | ------------------------------------------------------- |
| 2019 | Fix Us (Opravte nás) |              | s Yvonne Nelson, Yvonne Okoro                           |
| 2019 | Sugar Rush           | Andy         | s Adesua Etomi, Bimbo Ademoye a Bisola Aiyeola          |
| 2018 | Mokalik              | Goke         | se Simi v režii Kunle Afolayan                          |
| 2021 | Krvavá smlouva       |              |                                                         |
| 2022 | Bratrství            | Akin Adetula | s OC Ukeje a Falzem, film Jade Osiberu .                |
| 2023 | Gangy z Lagosu       | Obalola      | s Adesua Etomi, Bimbo Ademoye, Chike, film Jade Osiberu |

### Televize
| Rok  | Titul             | Role         | Poznámky           |
| ---- | ----------------- | ------------ | ------------------ |
| 2018 | Ruch              |              | o magii Afriky     |
| 2018 | Velký bratr Naija | Sebeúčastník | Finalista          |
| 2019 | Jenifin deník     | Jiří         | s Funkem Akindelem |
| 2019 | Fáze              | Jeje         | Na NdaniTV         |
| 2020 | Lara z Lagosu     | Femi         | na YouTube         |

## Ceny a nominace
| Rok  | Cena                                       | Kategorie                                               | Výsledek          | Ref    |
| ---- | ------------------------------------------ | ------------------------------------------------------- | ----------------- | ------ |
| 2020 | 2020 Best of Nollywood Awards              | Nejlepší herec ve vedlejší roli – angličtina            | nominace          | [ 8 ]  |
| 2020 | 2020 Best of Nollywood Awards              | Nejslibnější herec                                      | nominace          | [ 9 ]  |
| 2021 | Net Honors                                 | Nejoblíbenější mediální osobnost (muži)                 | nominace          | [ 10 ] |
| 2023 | Awards Africa Magic Viewers' Choice Awards | Nejlepší herec v dramatu, filmu nebo televizním seriálu | vítězství         | [ 11 ] |
| 2023 | The Future Awards Africa                   | Cena za herecký výkon                                   | dosud nevyhlášeno | [ 12 ] |